# Hooray Hooray (Skoop On Somebodyの曲)
「Hooray Hooray」（フレー・フレー）は、日本のR&BグループのSkoop On Somebodyが2022年2月28日にリリースした5曲目の配信限定シングル。

## 概要
KO-HEY再加入後、初のシングル。
KO-HEYとKO-ICHIROのボーカルソロパートがある（シングルでは「Sing a Song」以来）。

## 収録曲
1. Hooray Hooray
  - 作詞・作曲・編曲：S.O.S.